# Statistiche e record dell'Associazione Calcio Milan

Il Milan degli Invincibili, prima squadra a vincere un campionato di Serie A senza subire sconfitte, nonché dententore del record di imbattibilità assoluta in campionato (58 partite).

In questa pagina sono contenute le statistiche e i record dell'Associazione Calcio Milan.

## Bilancio partite
Dati aggiornati al 17 agosto 2025.
| Competizione                             | Edizioni               | vittorie               | vittorie               | vittorie               | vittorie               | Gol                    | Gol                    |
| Competizione                             | Edizioni               | Giocate                | Vittorie               | Pareggi                | Sconfitte              | Fatti                  | Subiti                 |
| Competizioni nazionali                   | Competizioni nazionali | Competizioni nazionali | Competizioni nazionali | Competizioni nazionali | Competizioni nazionali | Competizioni nazionali | Competizioni nazionali |
| ---------------------------------------- | ---------------------- | ---------------------- | ---------------------- | ---------------------- | ---------------------- | ---------------------- | ---------------------- |
| Campionato                               | 116                    | 3588                   | 1753                   | 1010                   | 825                    | 6095                   | 3842                   |
| Spareggi campionato                      | 3                      | 5                      | 2                      | 3                      | 0                      | 7                      | 5                      |
| Coppa Italia                             | 78                     | 394                    | 204                    | 102                    | 88                     | 671                    | 382                    |
| Supercoppa italiana                      | 13                     | 14                     | 7                      | 3                      | 4                      | 21                     | 17                     |
| Torneo Estivo                            | 1                      | 3                      | 0                      | 1                      | 2                      | 2                      | 5                      |
| Campionati bellici                       | 6                      | 81                     | 47                     | 13                     | 21                     | 177                    | 101                    |
| Competizioni internazionali UEFA e FIFA  |                        |                        |                        |                        |                        |                        |                        |
| Coppa dei Campioni UEFA Champions League | 32                     | 283                    | 138                    | 71                     | 74                     | 457                    | 274                    |
| Coppa UEFA UEFA Europa League            | 13                     | 107                    | 56                     | 23                     | 28                     | 184                    | 111                    |
| Coppa delle Coppe UEFA                   | 4                      | 30                     | 17                     | 10                     | 3                      | 47                     | 20                     |
| Supercoppa UEFA                          | 7                      | 12                     | 7                      | 3                      | 2                      | 13                     | 11                     |
| Coppa Intercontinentale                  | 7                      | 10                     | 4                      | 1                      | 5                      | 17                     | 15                     |
| Coppa del mondo per club FIFA            | 1                      | 2                      | 2                      | 0                      | 0                      | 5                      | 2                      |
| Altre competizioni                       |                        |                        |                        |                        |                        |                        |                        |
| Coppa delle Fiere                        | 3                      | 13                     | 5                      | 3                      | 5                      | 11                     | 13                     |
| Coppa Mitropa                            | 3                      | 10                     | 5                      | 2                      | 3                      | 13                     | 9                      |
| Qualificazioni Coppa Mitropa             | 1                      | 2                      | 0                      | 2                      | 0                      | 3                      | 3                      |
| Coppa Latina                             | 5                      | 10                     | 7                      | 0                      | 3                      | 30                     | 22                     |
| Coppa dell'Amicizia                      | 5                      | 16                     | 10                     | 3                      | 3                      | 45                     | 23                     |
| Coppa delle Alpi                         | 1                      | 5                      | 1                      | 2                      | 2                      | 3                      | 3                      |
| TOTALE                                   | TOTALE                 | 4585                   | 2265                   | 1252                   | 1068                   | 7801                   | 4858                   |

## Partecipazioni

### Campionati nazionali
| Livello | Categoria           | Partecipazioni | Debutto   | Ultima stagione | Totale |
| ------- | ------------------- | -------------- | --------- | --------------- | ------ |
| 1º      | Campionato Italiano | 4              | 1900      | 1903            | 116    |
| 1º      | Prima Categoria     | 12             | 1904      | 1920-1921       | 116    |
| 1º      | Prima Divisione     | 5              | 1921-1922 | 1925-1926       | 116    |
| 1º      | Divisione Nazionale | 4              | 1926-1927 | 1945-1946       | 116    |
| 1º      | Serie A             | 91             | 1929-1930 | 2024-2025       | 116    |
| 2º      | Serie B             | 2              | 1980-1981 | 1982-1983       | 2      |

In 126 stagioni sportive, a partire dall'esordio del 15 aprile 1900, il Milan ha disputato 116 campionati di massima serie (91 campionati di Serie A, 4 di Campionato Italiano, 12 di Prima Categoria, 5 di Prima Divisione e 4 di Divisione Nazionale) e 2 di Serie B. Nelle restanti 8 stagioni, una volta (1913-1914) ha giocato solo nel campionato del Comitato Regionale Lombardo, nel 1908 ha rinunciato a partecipare al campionato, mentre nel quadriennio dal 1915-1916 al 1918-1919 e nelle annate 1943-1944 e 1944-1945 ha disputato i cosiddetti "campionati bellici".

### Coppe nazionali
| Competizione        | Partecipazioni | Debutto | Ultima stagione |
| ------------------- | -------------- | ------- | --------------- |
| Coppa Italia        | 77             | 1926-27 | 2024-25         |
| Supercoppa italiana | 13             | 1988    | 2024            |

### Coppe internazionali
| Competizione                              | Partecipazioni | Debutto   | Ultima stagione |
| ----------------------------------------- | -------------- | --------- | --------------- |
| Coppa del mondo per club FIFA             | 1              | 2007      | 2007            |
| Coppa Intercontinentale                   | 7              | 1963      | 2003            |
| Coppa dei Campioni/ UEFA Champions League | 32             | 1955-56   | 2024-25         |
| Coppa delle Coppe UEFA                    | 4              | 1967-68   | 1977-78         |
| Coppa UEFA/UEFA Europa League             | 13             | 1971-72   | 2023-24         |
| Supercoppa UEFA                           | 7              | 1973      | 2007            |
| Coppa Latina                              | 5              | 1951      | 1957            |
| Coppa Mitropa                             | 3              | 1938      | 1981-82         |
| Coppa delle Alpi                          | 1              | 1967      | 1967            |
| Coppa delle Fiere                         | 3              | 1961-1962 | 1965-1966       |
| Coppa dell'Amicizia                       | 5              | 1959      | 1963            |

## Piazzamenti nei campionati nazionali
Dati aggiornati alla stagione 2024-2025
Serie A
Competizione in essere dal 1929
| Piazzamento           | n  | Edizione |
| --------------------- | -- | --- |
| Campione              | 16 | 1950-51, 1954-55, 1956-57, 1958-59, 1961-62, 1967-68, 1978-79, 1987-88, 1991-92, 1992-93, 1993-94, 1995-96, 1998-99, 2003-04, 2010-11, 2021-22 |
| 2º                    | 16 | 1947-48, 1949-50, 1951-52, 1955-56, 1960-61, 1964-65, 1968-69, 1970-71, 1971-72, 1972-73, 1989-90, 1990-91, 2004-05, 2011-12, 2020-21, 2023-24 |
| 3º                    | 15 | 1940-41, 1948-49, 1952-53, 1953-54, 1959-60, 1962-63, 1963-64, 1975-76, 1988-89, 1999-00, 2002-03, 2005-06, 2008-09, 2009-10, 2012-13          |
| 4º                    | 10 | 1931-32, 1936-37, 1937-38, 1946-47, 1969-70, 1977-78, 1994-95, 2001-02, 2006-07, 2022-23                                                       |
| 5º                    | 5  | 1974-75, 1984-85, 1986-87, 2007-08, 2018-19 |
| 6º                    | 5  | 1942-43, 1983-84, 2000-01, 2016-17, 2017-18, 2019-20                                                                                           |
| 7º                    | 4  | 1965-66, 1973-74, 1985-86, 2015-16 |
| 8º                    | 6  | 1935-36, 1939-40, 1966-67, 2013-14, 2024-25 |
| 9º                    | 4  | 1933-34, 1938-39, 1941-42, 1957-58 |
| 10º                   | 4  | 1934-35, 1976-77, 1997-98, 2014-15 |
| 11º                   | 3  | 1929-30, 1932-33, 1996-97 |
| 12º                   | 1  | 1930-31 |
| 14º                   | 1  | 1981-82 |
| 15º                   | 1  | 1979-80 |
| Totale partecipazioni | 91 | |

Campionato Italiano di Football
Competizione in essere dal 1900 al 1903
| Piazzamento           | n | Edizione   |
| --------------------- | - | ---------- |
| Campione              | 1 | 1901       |
| Finalista             | 1 | 1902       |
| Semifinalista         | 2 | 1900, 1903 |
| Totale partecipazioni | 4 |            |

Prima Categoria
Competizione in essere dal 1904 al 1915 e dal 1919 al 1921
| Piazzamento                     | n  | Edizione                                                                           |
| ------------------------------- | -- | ---------------------------------------------------------------------------------- |
| Campione                        | 2  | 1906, 1907                                                                         |
| Semifinalista                   | 1  | 1904                                                                               |
| Eliminatorie e gironi regionali | 10 | 1905, 1909, 1909-10, 1910-11, 1911-12, 1912-13, 1913-14, 1914-15, 1919-20, 1920-21 |
| Totale partecipazioni           | 13 |                                                                                    |

Prima Divisione
Competizione in essere dal 1921 al 1926
| Piazzamento           | n | Edizione                                    |
| --------------------- | - | ------------------------------------------- |
| Eliminatorie          | 5 | 1921-22, 1922-23, 1923-24, 1924-25, 1925-26 |
| Totale partecipazioni | 5 |                                             |

Divisione Nazionale
Competizione in essere dal 1926 al 1929 e nel 1945-1946
| Piazzamento           | n | Edizione         |
| --------------------- | - | ---------------- |
| 3º                    | 1 | 1945-46          |
| 6º                    | 2 | 1926-27, 1927-28 |
| Girone Eliminatorio   | 1 | 1928-29          |
| Totale partecipazioni | 4 |                  |

Serie B
| Piazzamento           | n | Edizione         |
| --------------------- | - | ---------------- |
| Campione              | 2 | 1980-81, 1982-83 |
| Totale partecipazioni | 2 |                  |

## Piazzamenti nelle competizioni internazionali
Coppa dei Campioni/UEFA Champions League
Dati aggiornati alla UEFA Champions League 2024-2025.
| Piazzamento                                                                    | n  | Edizione                                                                                              |
| ------------------------------------------------------------------------------ | -- | --- |
| Campione                                                                       | 7  | 1962-1963, 1968-1969, 1988-1989, 1989-1990, 1993-1994, 2002-2003, 2006-2007                           |
| Finalista                                                                      | 4  | 1957-1958, 1992-1993, 1994-1995, 2004-2005                                                            |
| Semifinalista                                                                  | 3  | 1955-1956, 2005-2006, 2022-2023                                                                       |
| Quarti di finale                                                               | 4  | 1963-1964, 1990-1991, 2003-2004, 2011-2012                                                            |
| Ottavi di finale, [fase a gironi prima dei quarti], (seconda fase a gironi)    | 9  | 1959-1960, 1969-1970, [1996-1997], (2000-2001), 2007-2008, 2009-2010, 2010-2011, 2012-2013, 2013-2014 |
| Spareggi                                                                       | 1  | 2024-2025                                                                                             |
| Sedicesimi di finale, [fase a gironi prima degli ottavi] (prima fase a gironi) | 4  | 1979-1980, (1999-2000), [2021-2022], [2023-2024]                                                      |
| Totale partecipazioni                                                          | 32 | |

Coppa UEFA/UEFA Europa League
Dati aggiornati alla UEFA Europa League 2024-2025.
| Piazzamento           | n  | Edizione                                              |
| --------------------- | -- | ----------------------------------------------------- |
| Semifinalista         | 2  | 1971-1972, 2001-2002                                  |
| Quarti di finale      | 3  | 1975-1976, 1995-1996, 2023-2024                       |
| Ottavi di finale      | 5  | 1976-1977, 1978-1979, 1985-1986, 2017-2018, 2020-2021 |
| Sedicesimi di finale  | 2  | 1987-1988, 2008-2009                                  |
| Fase a gironi         | 1  | 2018-2019                                             |
| Totale partecipazioni | 13 |                                                       |

Coppa delle Coppe UEFA
Dati aggiornati alla Coppa delle Coppe 1998-1999.
| Piazzamento           | n | Edizione             |
| --------------------- | - | -------------------- |
| Campione              | 2 | 1967-1968, 1972-1973 |
| Finalista             | 1 | 1973-1974            |
| Sedicesimi di finale  | 1 | 1977-1978            |
| Totale partecipazioni | 4 |                      |

Supercoppa UEFA
Dati aggiornati alla Supercoppa UEFA 2025.
| Piazzamento           | n | Edizione                     |
| --------------------- | - | ---------------------------- |
| Campione              | 5 | 1989, 1990, 1994, 2003, 2007 |
| Finalista             | 2 | 1973, 1993                   |
| Totale partecipazioni | 7 |                              |

Coppa Intercontinentale
Dati aggiornati alla Coppa Intercontinentale 2004.
| Piazzamento           | n | Edizione               |
| --------------------- | - | ---------------------- |
| Campione              | 3 | 1969, 1989, 1990       |
| Finalista             | 4 | 1963, 1993, 1994, 2003 |
| Totale partecipazioni | 7 |                        |

Coppa del Mondo per Club
Dati aggiornati alla Coppa del Mondo per club 2023.
| Piazzamento           | n | Edizione |
| --------------------- | - | -------- |
| Campione              | 1 | 2007     |
| Totale partecipazioni | 1 |          |

Coppa delle Fiere
Dati aggiornati all'edizione 1970-1971.
| Piazzamento           | n | Edizione  |
| --------------------- | - | --------- |
| Ottavi di finale      | 1 | 1965-1966 |
| Sedicesimi di finale  | 1 | 1961-1962 |
| Primo turno           | 1 | 1964-1965 |
| Totale partecipazioni | 3 |           |

Coppa Latina
Dati aggiornati all'edizione 1957.
| Piazzamento           | n | Edizione   |
| --------------------- | - | ---------- |
| Campione              | 2 | 1951, 1956 |
| Finalista             | 1 | 1953       |
| Terzo classificato    | 2 | 1955, 1957 |
| Totale partecipazioni | 5 |            |

Coppa Mitropa/Coppa dell'Europa Centrale
Dati aggiornati all'edizione 1992.
| Piazzamento           | n | Edizione   |
| --------------------- | - | ---------- |
| Campione              | 1 | 1982       |
| Ottavi di finale      | 2 | 1938, 1967 |
| Totale partecipazioni | 3 |            |

Coppa delle Alpi
Dati aggiornati all'edizione 1987.
| Piazzamento           | n | Edizione |
| --------------------- | - | -------- |
| Sesto posto           | 1 | 1967     |
| Totale partecipazioni | 1 |          |

Coppa dell'Amicizia
Dati aggiornati all'edizione 1968.
| Piazzamento           | n | Edizione         |
| --------------------- | - | ---------------- |
| Campione              | 3 | 1959, 1960, 1961 |
| Finalista             | 1 | 1963             |
| Semifinale            | 1 | 1962             |
| Totale partecipazioni | 5 |                  |

## Statistiche campionato

### Bilancio stagionale nei campionati italiani a girone unico
| Stagione | Pos | G  | V  | N  | P  | GF  | GS | Pt | MPt  | MPtR |
| -------- | --- | -- | -- | -- | -- | --- | -- | -- | ---- | ---- |
| 1929-30  | 11  | 34 | 11 | 10 | 13 | 52  | 48 | 32 | 0,94 | 1,26 |
| 1930-31  | 12  | 34 | 12 | 7  | 15 | 48  | 53 | 31 | 0,91 | 1,26 |
| 1931-32  | 4   | 34 | 15 | 9  | 10 | 57  | 40 | 39 | 1,15 | 1,59 |
| 1932-33  | 11  | 34 | 11 | 10 | 13 | 57  | 62 | 32 | 0,94 | 1,26 |
| 1933-34  | 9   | 34 | 12 | 9  | 13 | 50  | 49 | 33 | 0,97 | 1,32 |
| 1934-35  | 10  | 30 | 8  | 11 | 11 | 36  | 38 | 27 | 0,90 | 1,17 |
| 1935-36  | 8   | 30 | 10 | 8  | 12 | 40  | 41 | 28 | 0,93 | 1,27 |
| 1936-37  | 4   | 30 | 13 | 10 | 7  | 39  | 29 | 36 | 1,20 | 1,63 |
| 1937-38  | 3   | 30 | 13 | 12 | 5  | 43  | 27 | 38 | 1,27 | 1,70 |
| 1938-39  | 9   | 30 | 10 | 8  | 12 | 36  | 34 | 28 | 0,93 | 1,27 |
| 1939-40  | 8   | 30 | 10 | 8  | 12 | 46  | 38 | 28 | 0,93 | 1,27 |
| 1940-41  | 3   | 30 | 12 | 10 | 8  | 55  | 34 | 34 | 1,13 | 1,53 |
| 1941-42  | 9   | 30 | 10 | 7  | 13 | 53  | 53 | 27 | 0,90 | 1,23 |
| 1942-43  | 6   | 30 | 10 | 9  | 11 | 39  | 44 | 29 | 0,97 | 1,30 |
| 1946-47  | 4   | 38 | 19 | 12 | 7  | 75  | 52 | 50 | 1,32 | 1,82 |
| 1947-48  | 2   | 40 | 21 | 7  | 12 | 76  | 48 | 49 | 1,23 | 1,75 |
| 1948-49  | 3   | 38 | 21 | 8  | 9  | 83  | 52 | 50 | 1,32 | 1,87 |
| 1949-50  | 2   | 38 | 27 | 3  | 8  | 118 | 45 | 57 | 1,50 | 2,21 |
| 1950-51  | 1   | 38 | 26 | 8  | 4  | 107 | 39 | 60 | 1,58 | 2,26 |
| 1951-52  | 2   | 38 | 20 | 13 | 5  | 87  | 41 | 53 | 1,39 | 1,92 |
| 1952-53  | 3   | 34 | 17 | 9  | 8  | 64  | 34 | 43 | 1,26 | 1,76 |
| 1953-54  | 3   | 34 | 17 | 10 | 7  | 66  | 39 | 44 | 1,29 | 1,79 |
| 1954-55  | 1   | 34 | 19 | 10 | 5  | 81  | 35 | 48 | 1,41 | 1,97 |
| 1955-56  | 2   | 34 | 16 | 9  | 9  | 70  | 48 | 41 | 1,21 | 1,68 |
| 1956-57  | 1   | 34 | 21 | 6  | 7  | 65  | 40 | 48 | 1,41 | 2,03 |
| 1957-58  | 9   | 34 | 9  | 14 | 11 | 61  | 47 | 32 | 0,94 | 1,21 |
| 1958-59  | 1   | 34 | 20 | 12 | 2  | 84  | 32 | 52 | 1,53 | 2,12 |
| 1959-60  | 3   | 34 | 17 | 10 | 7  | 56  | 37 | 44 | 1,29 | 1,79 |
| 1960-61  | 2   | 34 | 18 | 9  | 7  | 65  | 39 | 45 | 1,32 | 1,85 |
| 1961-62  | 1   | 34 | 24 | 5  | 5  | 83  | 36 | 53 | 1,55 | 2,26 |
| 1962-63  | 3   | 34 | 15 | 13 | 6  | 53  | 27 | 43 | 1,26 | 1,71 |
| 1963-64  | 3   | 34 | 21 | 9  | 4  | 58  | 28 | 51 | 1,50 | 2,11 |
| 1964-65  | 2   | 34 | 21 | 9  | 4  | 52  | 23 | 51 | 1,50 | 2,11 |
| 1965-66  | 7   | 34 | 13 | 12 | 9  | 43  | 33 | 38 | 1,12 | 1,50 |
| 1966-67  | 8   | 34 | 11 | 15 | 8  | 36  | 32 | 37 | 1,09 | 1,41 |
| 1967-68  | 1   | 30 | 18 | 10 | 2  | 53  | 24 | 46 | 1,53 | 2,13 |
| 1968-69  | 2   | 30 | 14 | 13 | 3  | 31  | 12 | 41 | 1,37 | 1,83 |
| 1969-70  | 4   | 30 | 13 | 10 | 7  | 38  | 24 | 36 | 1,20 | 1,63 |
| 1970-71  | 2   | 30 | 15 | 12 | 3  | 54  | 26 | 42 | 1,40 | 1,90 |
| 1971-72  | 2   | 30 | 16 | 10 | 4  | 36  | 17 | 42 | 1,40 | 1,90 |
| 1972-73  | 2   | 30 | 18 | 8  | 4  | 65  | 33 | 44 | 1,47 | 2,07 |
| 1973-74  | 7   | 30 | 11 | 8  | 11 | 34  | 36 | 30 | 1,00 | 1,37 |
| 1974-75  | 5   | 30 | 12 | 12 | 6  | 37  | 22 | 36 | 1,20 | 1,60 |
| 1975-76  | 3   | 30 | 15 | 8  | 7  | 42  | 28 | 38 | 1,27 | 1,77 |
| 1976-77  | 10  | 30 | 5  | 17 | 8  | 30  | 33 | 27 | 0,90 | 1,07 |
| 1977-78  | 4   | 30 | 12 | 13 | 5  | 38  | 25 | 37 | 1,23 | 1,63 |
| 1978-79  | 1   | 30 | 17 | 10 | 3  | 46  | 19 | 44 | 1,47 | 2,03 |
| 1979-80  | 15  | 30 | 14 | 8  | 8  | 34  | 19 | 36 | 1,20 | 1,67 |
| 1981-82  | 14  | 30 | 7  | 10 | 13 | 21  | 31 | 24 | 0,80 | 1,03 |
| 1983-84  | 6   | 30 | 10 | 12 | 8  | 37  | 40 | 32 | 1,07 | 1,40 |
| 1984-85  | 5   | 30 | 12 | 12 | 6  | 31  | 25 | 36 | 1,20 | 1,60 |
| 1985-86  | 7   | 30 | 10 | 11 | 9  | 26  | 24 | 31 | 1,03 | 1,37 |
| 1986-87  | 5   | 30 | 13 | 9  | 8  | 31  | 21 | 35 | 1,17 | 1,60 |
| 1987-88  | 1   | 30 | 17 | 11 | 2  | 43  | 14 | 45 | 1,5  | 2,07 |
| 1988-89  | 3   | 34 | 16 | 14 | 4  | 61  | 25 | 46 | 1,35 | 1,82 |
| 1989-90  | 2   | 34 | 22 | 5  | 7  | 56  | 27 | 49 | 1,44 | 2,09 |
| 1990-91  | 2   | 34 | 18 | 10 | 6  | 46  | 19 | 46 | 1,35 | 1,88 |
| 1991-92  | 1   | 34 | 22 | 12 | 0  | 74  | 21 | 56 | 1,65 | 2,29 |
| 1992-93  | 1   | 34 | 18 | 14 | 2  | 65  | 32 | 50 | 1,47 | 2,00 |
| 1993-94  | 1   | 34 | 19 | 12 | 3  | 36  | 15 | 50 | 1,47 | 2,03 |
| 1994-95  | 4   | 34 | 17 | 9  | 8  | 53  | 32 | 60 | 1,76 | 1,76 |
| 1995-96  | 1   | 34 | 21 | 10 | 3  | 60  | 24 | 73 | 2,15 | 2,15 |
| 1996-97  | 11  | 34 | 11 | 10 | 13 | 43  | 45 | 43 | 1,26 | 1,26 |
| 1997-98  | 10  | 34 | 11 | 11 | 12 | 37  | 43 | 44 | 1,29 | 1,29 |
| 1998-99  | 1   | 34 | 20 | 10 | 4  | 59  | 34 | 70 | 2,06 | 2,06 |
| 1999-00  | 3   | 34 | 16 | 13 | 5  | 65  | 40 | 61 | 1,79 | 1,79 |
| 2000-01  | 6   | 34 | 12 | 13 | 9  | 56  | 46 | 49 | 1,44 | 1,44 |
| 2001-02  | 4   | 34 | 14 | 13 | 7  | 47  | 33 | 55 | 1,61 | 1,61 |
| 2002-03  | 3   | 34 | 18 | 7  | 9  | 55  | 30 | 61 | 1,79 | 1,79 |
| 2003-04  | 1   | 34 | 25 | 7  | 2  | 65  | 24 | 82 | 2,41 | 2,41 |
| 2004-05  | 2   | 38 | 23 | 10 | 5  | 63  | 28 | 79 | 2,08 | 2,08 |
| 2005-06  | 3   | 38 | 28 | 4  | 6  | 85  | 31 | 58 | 2,32 | 2,32 |
| 2006-07  | 4   | 38 | 19 | 12 | 7  | 57  | 36 | 61 | 1,82 | 1,82 |
| 2007-08  | 5   | 38 | 18 | 10 | 10 | 66  | 38 | 64 | 1,68 | 1,68 |
| 2008-09  | 3   | 38 | 22 | 8  | 8  | 70  | 35 | 74 | 1,95 | 1,95 |
| 2009-10  | 3   | 38 | 20 | 10 | 8  | 60  | 39 | 70 | 1,84 | 1,84 |
| 2010-11  | 1   | 38 | 24 | 10 | 4  | 65  | 24 | 82 | 2,16 | 2,16 |
| 2011-12  | 2   | 38 | 24 | 8  | 6  | 74  | 33 | 80 | 2,11 | 2,11 |
| 2012-13  | 3   | 38 | 21 | 9  | 8  | 67  | 39 | 72 | 1,89 | 1,89 |
| 2013-14  | 8   | 38 | 16 | 9  | 13 | 57  | 49 | 57 | 1,50 | 1,50 |
| 2014-15  | 10  | 38 | 13 | 13 | 12 | 56  | 50 | 52 | 1,37 | 1,37 |
| 2015-16  | 7   | 38 | 15 | 12 | 11 | 49  | 43 | 57 | 1,50 | 1,50 |
| 2016-17  | 6   | 38 | 18 | 9  | 11 | 57  | 45 | 63 | 1,66 | 1,66 |
| 2017-18  | 6   | 38 | 18 | 10 | 10 | 56  | 42 | 64 | 1,68 | 1,68 |
| 2018-19  | 5   | 38 | 19 | 11 | 8  | 55  | 36 | 68 | 1,80 | 1,80 |
| 2019-20  | 6   | 38 | 19 | 9  | 10 | 63  | 46 | 66 | 1,74 | 1,74 |
| 2020-21  | 2   | 38 | 24 | 7  | 7  | 74  | 41 | 79 | 2,08 | 2,08 |
| 2021-22  | 1   | 38 | 26 | 8  | 4  | 69  | 31 | 86 | 2,26 | 2,26 |
| 2022-23  | 4   | 38 | 20 | 10 | 8  | 64  | 43 | 70 | 1,84 | 1,84 |
| 2023-24  | 2   | 38 | 22 | 9  | 7  | 76  | 49 | 75 | 1,97 | 1,97 |
| 2024-25  | 8   | 38 | 18 | 9  | 11 | 61  | 43 | 63 | 1,66 | 1,66 |

| Stagione | Pos | G  | V  | N  | P | GF | GS | Pt | MPt  | MptR |
| -------- | --- | -- | -- | -- | - | -- | -- | -- | ---- | ---- |
| 1980-81  | 1   | 38 | 18 | 14 | 6 | 49 | 29 | 50 | 1,53 | 1,79 |
| 1982-83  | 1   | 38 | 19 | 16 | 3 | 77 | 36 | 54 | 1,42 | 1,92 |

### Bilancio partite disputate in Serie A per squadra di club
Dati aggiornati al 24 maggio 2025.
Legenda
     Saldo positivo
     Saldo neutro
     Saldo negativo
| Squadra         | G   | V  | N  | P  | GF  | GS  | %Vittorie |
| --------------- | --- | -- | -- | -- | --- | --- | --------- |
| Roma            | 182 | 81 | 55 | 46 | 265 | 202 | 44,51     |
| Inter           | 182 | 55 | 57 | 70 | 234 | 260 | 30,22     |
| Juventus        | 180 | 54 | 57 | 69 | 227 | 246 | 30,00     |
| Fiorentina      | 170 | 78 | 45 | 47 | 266 | 201 | 45,88     |
| Lazio           | 164 | 72 | 60 | 32 | 259 | 187 | 43,90     |
| Torino          | 162 | 66 | 57 | 39 | 249 | 165 | 40,74     |
| Napoli          | 156 | 58 | 49 | 49 | 217 | 180 | 37,18     |
| Bologna         | 156 | 75 | 42 | 39 | 252 | 172 | 48,08     |
| Sampdoria       | 130 | 69 | 31 | 30 | 220 | 121 | 53,08     |
| Atalanta        | 130 | 57 | 45 | 28 | 206 | 132 | 43,85     |
| Genoa           | 114 | 57 | 36 | 21 | 176 | 107 | 50,00     |
| Udinese         | 100 | 45 | 36 | 19 | 171 | 101 | 45,00     |
| Cagliari        | 84  | 47 | 29 | 8  | 136 | 66  | 55,95     |
| Hellas Verona   | 66  | 35 | 21 | 10 | 108 | 66  | 53,03     |
| Bari            | 62  | 41 | 8  | 13 | 145 | 53  | 66,13     |
| Vicenza         | 62  | 30 | 18 | 14 | 101 | 62  | 48,39     |
| Palermo         | 58  | 36 | 10 | 12 | 105 | 44  | 62,07     |
| Parma           | 56  | 30 | 14 | 12 | 93  | 62  | 53,57     |
| Triestina       | 54  | 25 | 20 | 9  | 94  | 53  | 46,30     |
| Brescia         | 46  | 24 | 13 | 9  | 68  | 23  | 52,17     |
| SPAL            | 38  | 24 | 13 | 1  | 86  | 27  | 63,16     |
| Lecce           | 38  | 23 | 13 | 2  | 79  | 33  | 60,53     |
| Livorno         | 38  | 16 | 14 | 8  | 61  | 39  | 42,11     |
| Chievo Verona   | 34  | 26 | 6  | 2  | 66  | 23  | 76,47     |
| Empoli          | 34  | 22 | 9  | 3  | 62  | 21  | 64,71     |
| Catania         | 34  | 20 | 12 | 2  | 69  | 25  | 58,82     |
| Padova          | 32  | 20 | 5  | 7  | 73  | 39  | 62,50     |
| Venezia         | 30  | 19 | 7  | 4  | 55  | 23  | 63,33     |
| Ascoli          | 28  | 17 | 7  | 4  | 44  | 15  | 60,71     |
| Modena          | 28  | 15 | 8  | 5  | 57  | 24  | 53,57     |
| Novara          | 26  | 17 | 3  | 6  | 62  | 28  | 65,38     |
| Como            | 26  | 14 | 9  | 3  | 52  | 26  | 53,85     |
| Alessandria     | 26  | 9  | 8  | 9  | 46  | 42  | 34,62     |
| Cesena          | 24  | 15 | 4  | 5  | 34  | 12  | 62,50     |
| Pro Patria      | 24  | 12 | 7  | 5  | 57  | 33  | 50,00     |
| Perugia         | 24  | 10 | 8  | 6  | 33  | 24  | 41,67     |
| Foggia          | 22  | 15 | 6  | 1  | 41  | 14  | 68,18     |
| Sassuolo        | 22  | 11 | 4  | 7  | 38  | 33  | 50,00     |
| Siena           | 18  | 15 | 2  | 1  | 42  | 16  | 83,33     |
| Reggina         | 18  | 12 | 3  | 3  | 34  | 17  | 66,67     |
| Lucchese        | 16  | 11 | 4  | 1  | 38  | 7   | 68,75     |
| Cremonese       | 16  | 10 | 4  | 2  | 30  | 11  | 62,50     |
| Piacenza        | 16  | 9  | 5  | 2  | 20  | 10  | 56,25     |
| Avellino        | 16  | 8  | 3  | 5  | 17  | 12  | 50,00     |
| Pescara         | 14  | 12 | 1  | 1  | 40  | 11  | 85,71     |
| Mantova         | 14  | 9  | 3  | 2  | 25  | 10  | 64,29     |
| Varese          | 14  | 8  | 4  | 2  | 19  | 7   | 57,14     |
| Pisa            | 12  | 10 | 2  | 0  | 15  | 3   | 83,33     |
| Pro Vercelli    | 12  | 10 | 0  | 2  | 22  | 7   | 83,33     |
| Messina         | 10  | 9  | 0  | 1  | 25  | 6   | 90,00     |
| Catanzaro       | 10  | 5  | 2  | 3  | 14  | 8   | 50,00     |
| Salernitana     | 10  | 5  | 4  | 1  | 22  | 16  | 50,00     |
| Casale          | 8   | 5  | 2  | 1  | 20  | 7   | 62,50     |
| Sampierdarenese | 8   | 3  | 3  | 2  | 11  | 9   | 37,50     |
| Crotone         | 6   | 5  | 1  | 0  | 13  | 2   | 83,33     |
| Monza           | 6   | 5  | 0  | 1  | 13  | 5   | 83,33     |
| Reggiana        | 6   | 5  | 0  | 1  | 13  | 3   | 83,33     |
| Frosinone       | 6   | 4  | 2  | 0  | 15  | 8   | 66,67     |
| Legnano         | 6   | 4  | 1  | 1  | 14  | 7   | 66,67     |
| Spezia          | 6   | 3  | 0  | 3  | 8   | 8   | 50,00     |
| Lecco           | 6   | 1  | 5  | 0  | 10  | 7   | 16,67     |
| Ancona          | 4   | 4  | 0  | 0  | 12  | 1   | 100,00&   |
| Ternana         | 4   | 3  | 1  | 0  | 9   | 3   | 75,00     |
| Benevento       | 4   | 2  | 1  | 1  | 6   | 3   | 50,00     |
| Treviso         | 2   | 2  | 0  | 0  | 7   | 0   | 100,00&   |
| Andrea Doria    | 2   | 1  | 0  | 1  | 3   | 3   | 50,00     |
| Carpi           | 2   | 0  | 2  | 0  | 0   | 0   | &0,00     |

## Record e statistiche di squadra
| Migliori vittorie - Partite ufficiali In casa: - Milan - Audax Modena 13-0 (4 ottobre 1914, Prima Categoria) In trasferta: - Ausonia Pro Gorla - Milan 0-10 (21 ottobre 1919, Prima Categoria) - Serie A In casa: - Milan - Palermo 9-0 (18 febbraio 1951) In trasferta: - Genoa - Milan 0-8 (5 giugno 1955) - Coppa Italia In casa: - Milan - Padova 8-1 (13 settembre 1958) In trasferta: - Como - Milan 0-5 (8 giugno 1958) - Coppe europee In casa: - Milan - Union Luxembourg 8-0 (12 settembre 1962, Coppa dei Campioni) In trasferta: - Union Luxembourg - Milan 0-6 (19 settembre 1962, Coppa dei Campioni) - Copenaghen - Milan 0-6 (20 ottobre 1993, Champions League) | Peggiori sconfitte - Partite ufficiali In casa: - Milan - Bologna 0-8 (5 novembre 1922, Prima Divisione) In trasferta: - Juventus - Milan 6-0 (25 ottobre 1925, Prima Divisione) - Juventus - Milan 8-2 (10 luglio 1927, Divisione Nazionale) - Ajax - Milan 6-0 (16 gennaio 1974, Supercoppa UEFA) - Serie A In casa: - Milan - Juventus 1-6 (6 aprile 1997) In trasferta: - Alessandria - Milan 6-1 (26 gennaio 1936) - Roma - Milan 5-0 (3 maggio 1998) - Atalanta - Milan 5-0 (22 dicembre 2019) - Coppa Italia In casa: - Milan - Roma 0-4 (21 novembre 1979) In trasferta: - Fiorentina - Milan 5-0 (13 aprile 1940) - Torino - Milan 5-0 (16 maggio 1943) - Coppe europee In casa: - Milan - Lilla 0-3 (5 novembre 2020, Europa League) In trasferta: - Ajax - Milan 6-0 (16 gennaio 1974, Supercoppa UEFA) |
| Punti e imbattibilità - Maggior numero di punti in un campionato di Serie A 3 punti a vittoria: 82 (2003-2004, 34 partite) e 86 (2021-2022, 38 partite) 2 punti a vittoria: 60 (1950-1951, 38 partite) - Minor numero di punti in un campionato di Serie A 3 punti a vittoria: 43 (1996-1997, 34 partite) 2 punti a vittoria: 24 (1981-1982, 30 partite) - Vittorie in un campionato di Serie A Maggior numero: 28 (2005-2006, 38 partite) Minor numero: 5 (1976-1977, 30 partite) - Sconfitte in un campionato di Serie A Minor numero: 0 (1991-1992, 34 partite) Maggior numero: 15 (1930-1931, 34 partite) - Pareggi in un campionato di Serie A Maggior numero: 17 (1976-1977, 30 partite) Minor numero: 3 (1949-1950, 38 partite) - Più lunga sequenza di vittorie in tutte le competizioni 15 partite (da Milan-Verona 4-0 del 17 maggio 1992 a Parma-Milan 0-2 del 25 ottobre 1992) - Più lunga sequenza di vittorie in Serie A 10 partite (da Milan-Sampdoria 2-0 del 28 gennaio 1951 a Milan-Padova 3-1 del 1º aprile 1951) - Più lunga sequenza di sconfitte in Serie A 5 partite (da Milan-Vicenza 1-2 del 10 marzo 1974 a Verona-Milan 2-1 del 6 aprile 1974) - Più lunga striscia positiva in Serie A 58 partite (da Milan-Parma 0-0 del 26 maggio 1991 a Lazio-Milan 2-2 del 14 marzo 1993) - Più lunga striscia positiva in tutte le competizioni 42 partite (da Milan-Inter 1-0 del 18 aprile 1992 a Milan-Fiorentina 2-0 del 7 marzo 1993) - Più lunga sequenza di partite senza vittorie 11 partite (da Milan-Torino 1-2 del 2 febbraio 1930 a Milan-Juventus 1-1 del 4 maggio 1930 e da Fiorentina-Milan 1-1 del 27 febbraio 1977 a Torino-Milan 2-0 dell'8 maggio 1977) - Più lunga striscia positiva in Coppa dei Campioni/Champions League 12 partite (dall'andata dei sedicesimi di finale dell'edizione 1988-89 all'andata degli ottavi di finale dell'edizione 1989-90; tutte le partite dell'edizione 1993-94) - Più lunga sequenza di vittorie in Coppa dei Campioni/Champions League 10 partite (dall'andata dei sedicesimi di finale alla 6ª giornata del girone B dell'edizione 1992-93) | Gol - Gol segnati in un campionato di Serie A Maggior numero: 118 (1949-1950, 38 partite) Minor numero: 21 (1981-1982, 30 partite) - Gol subiti in un campionato di Serie A Minor numero: 12 (1968-1969, 30 partite) Maggior numero: 62 (1932-1933, 34 partite) - Differenza reti in un campionato di Serie A Migliore: +73 (1949-1950, 38 partite) Peggiore: -10 (1981-1982, 30 partite) - Più lungo periodo senza subire reti in Serie A 929 minuti (da Milan-Cagliari 2-1 del 19 dicembre 1993 a Milan-Foggia 2-1 del 27 febbraio 1994 con in porta Sebastiano Rossi) - Più lungo periodo senza segnare reti in Serie A 403 minuti (da Milan-Inter 2-1 del 28 ottobre 1984 a Milan-Atalanta 2-2 del 16 dicembre 1984) - Maggior numero di partite consecutive a segno in Serie A 38 (da Cagliari-Milan 0-2 dell'11 gennaio 2020 a Cagliari-Milan 0-2 del 18 gennaio 2021) - Maggior numero di partite consecutive con almeno due gol segnati in Serie A 17 (da Sampdoria-Milan 1-4 del 29 luglio 2020 a Benevento-Milan 0-2 del 3 gennaio 2021) - Maggior numero di partite consecutive a segno in casa in Serie A 55 (da Milan-Parma 1-1 del 10 maggio 1998 a Milan-Venezia 1-1 del 14 ottobre 2001) |

## Record e statistiche individuali
Di seguito l'elenco dei primatisti di presenze e di gol con la maglia del Milan. I giocatori in grassetto e contrassegnati con un asterisco (*) sono ancora in attività nel Milan.
Dati aggiornati al 29 marzo 2014.
| Record di presenze nel Milan 1. Paolo Maldini - 902 (25 stagioni) 2. Franco Baresi - 719 (20 stagioni) 3. Alessandro Costacurta - 663 (21 stagioni) 4. Gianni Rivera - 658 (19 stagioni) 5. Mauro Tassotti - 583 (17 stagioni) 6. Massimo Ambrosini - 489 (17 stagioni) 7. Gennaro Gattuso - 468 (13 stagioni) 8. Clarence Seedorf - 432 (10 stagioni) 9. Angelo Anquilletti - 418 (11 stagioni) 10. Cesare Maldini - 412 (12 stagioni) | Record di gol nel Milan 1. Gunnar Nordahl - 221 gol (8 stagioni) 2. Andrij Ševčenko - 175 (8 stagioni) 3. Gianni Rivera - 164 (19 stagioni) 4. José Altafini - 161 (7 stagioni) 5. Aldo Boffi - 136 (9 stagioni) 6. Filippo Inzaghi - 126 (11 stagioni) 7. Marco van Basten - 125 (8 stagioni) 8. Giuseppe Santagostino - 106 (12 stagioni) 9. Kaká - 104 (7 stagioni) 10. Pierino Prati - 102 (7 stagioni) |

### Titoli vinti
Di seguito i primi dieci giocatori per numero di trofei ufficiali vinti durante il loro periodo di militanza nel Milan.
| # | Giocatore             | SA | CI | SI | UCL | CdC | EL | SU | CmC CI | Totale |
| - | --------------------- | -- | -- | -- | --- | --- | -- | -- | ------ | ------ |
| 1 | Paolo Maldini         | 7  | 1  | 5  | 5   | -   | -  | 5  | 3      | 26     |
| 2 | Alessandro Costacurta | 7  | 1  | 5  | 5   | -   | -  | 4  | 2      | 24     |
| 3 | Franco Baresi         | 6  | -  | 4  | 3   | -   | -  | 3  | 2      | 18     |
| 3 | Roberto Donadoni      | 6  | -  | 4  | 3   | -   | -  | 3  | 2      | 18     |
| 5 | Mauro Tassotti        | 5  | -  | 4  | 3   | -   | -  | 3  | 2      | 17     |
| 5 | Filippo Galli         | 5  | -  | 4  | 3   | -   | -  | 3  | 2      | 17     |
| 7 | Marco van Basten      | 4  | -  | 4  | 3   | -   | -  | 3  | 2      | 16     |
| 8 | Demetrio Albertini    | 5  | -  | 3  | 3   | -   | -  | 2  | 2      | 15     |
| 9 | Daniele Massaro       | 4  | -  | 3  | 2   | -   | -  | 3  | 2      | 14     |
| 9 | Marco Simone          | 4  | -  | 3  | 2   | -   | -  | 3  | 2      | 14     |

### Altri record individuali
- Giocatore col maggior numero di trofei ufficiali vinti con il club
Paolo Maldini, 26 titoli
- Giocatori col maggior numero di trofei nazionali vinti con il club
Paolo Maldini e Alessandro Costacurta, 13 titoli
- Giocatore col maggior numero di trofei internazionali vinti con il club
Paolo Maldini, 13 titoli
- Giocatori col maggior numero di campionati di Serie A vinti
Paolo Maldini e Alessandro Costacurta, 7
- Giocatori col maggior numero di Coppe dei Campioni/ChampionsLeague vinte
Paolo Maldini e Alessandro Costacurta, 5
- Giocatore col maggior numero di rigori realizzati
Gianni Rivera, 39[39]
- Giocatore col maggior numero di doppiette realizzate
Gunnar Nordahl, 49[N 1][40]
- Giocatore col maggior numero di triplette realizzate
Gunnar Nordahl, 18[N 2][41]
- Giocatore col maggior numero di poker realizzati
Louis van Hege, 7[N 3][42]
- Giocatori col maggior numero di espulsioni
Alessandro Costacurta e Massimo Ambrosini, 10[43]
- Giocatore con il maggior numero di presenze con la Nazionale italiana
Paolo Maldini, 126 partite ufficiali dal 1988 al 2002.
- Giocatore con il maggior numero di gol con la Nazionale italiana
  - Roberto Baggio, 27 reti
  - Gianni Rivera, 14 reti (miglior marcatore se si considerano solo le reti segnate durante la militanza nel Milan)
- Maggior numero di reti realizzate in una sola partita da un giocatore del Milan: 5.

| Giocatore      | Nazione | Data              | Competizione       | Partita                 | Minuti                  |  |
| -------------- | ------- | ----------------- | ------------------ | ----------------------- | ----------------------- |  |
| Louis Van Hege | Belgio  | 28 maggio 1911    | Prima Categoria    | Milan-Piemonte 7-1      | 17', 25', ?, ?          |  |
| Louis Van Hege | Belgio  | 14 gennaio 1912   | Prima Categoria    | Milan-Juventus 8-1      | 20', 59', 65', 74', 75' |  |
| Aldo Cevenini  | Italia  | 4 febbraio 1912   | Prima Categoria    | Torino-Milan 1-6        | ?, 20', ?, 27', 90'     |  |
| Louis Van Hege | Belgio  | 9 novembre 1913   | Prima Categoria    | AC Milanese-Milan 1-6   | 27', 49', 56', 62', 75' |  |
| Louis Van Hege | Belgio  | 4 ottobre 1914    | Prima Categoria    | Milan-Audax Modena 13-0 | 24', 36', 53', 60', 68' |  |
| Aldo Cevenini  | Italia  | 3 marzo 1918      | Coppa Mauro        | Milan-Inter 8-1         | 11', 25', 62', 66', 80' |  |
| Carlo Galli    | Italia  | 13 aprile 1958    | Serie A            | Milan-Lazio 6-1         | 4', 18', 40', 47', 50'  |  |
| José Altafini  | Italia  | 12 settembre 1962 | Coppa dei Campioni | Milan-US Luxembourg 8-0 | 8', 11', 28', 44', 67'  |  |

## Partite centenarie
| Numero | Data              | Incontro              | Risultato | Competizione     |
| ------ | ----------------- | --------------------- | --------- | ---------------- |
| 100    | 16 novembre 1913  | Milan-Racing Libertas | 1-1       | Prima Categoria  |
| 500    | 20 settembre 1931 | Milan-Fiorentina      | 1-1       | Serie A          |
| 1000   | 19 gennaio 1947   | Milan-Bari            | 0-2       | Serie A          |
| 1500   | 8 novembre 1959   | Inter-Milan           | 0-0       | Serie A          |
| 2000   | 16 giugno 1971    | Milan-Torino          | 3-2       | Coppa Italia     |
| 2500   | 12 dicembre 1982  | Milan-Palermo         | 2-0       | Serie B          |
| 3000   | 24 ottobre 1993   | Milan-Juventus        | 1-1       | Serie A          |
| 3500   | 9 dicembre 2003   | Milan-Celta Vigo      | 1-2       | Champions League |
| 4000   | 24 agosto 2013    | Verona-Milan          | 2-1       | Serie A          |
| 4500   | 22 dicembre 2023  | Salernitana-Milan     | 2-2       | Serie A          |

## Altre statistiche e primati

### Campionato
- Il Milan ha partecipato a tutti i campionati di massima serie dal 1900 ad oggi (Serie A dal 1929-30), eccetto il 1908 (quando rinunciò a partecipare) e le stagioni 1980-81 e 1982-83, quando disputò la Serie B.
- Al 2024-2025, con 91 partecipazioni alla Serie A dal 1929-30, il Milan è la quarta squadra per numero di partecipazioni, dietro all'Inter (presente in tutte le 93 edizioni), alla Juventus ed alla Roma (presenti in 92 campionati).
- Nella classifica perpetua della Serie A (dal 1929-1930 ad oggi) il Milan è terzo, preceduto da Juventus ed Inter.
- Il record di piazzamenti consecutivi nelle prime tre posizioni del campionato è dieci (stabilito tra le stagioni 1947-48 e 1956-57), seconda miglior sequenza nella storia della serie A, dietro ai tredici piazzamenti consecutivi della Juventus (stabilito tra le stagioni 1971-72 e 1983-84).
- Il Milan detiene il record di maggior numero di gare consecutive con almeno due gol segnati in Serie A: 17 (dalla 37ª giornata 2019-20 alla 15ª giornata 2020-21).
- Record di imbattibilità assoluta in Serie A: 58 partite, dal 1990-91 al 1992-93 (Serie aperta domenica 26 maggio 1991: Milan-Parma 0-0; Serie chiusa domenica 21 marzo 1993: Milan-Parma 0-1)
- Record di imbattibilità in trasferta in Serie A: 38 partite, 1991-92 al 1993-94 (Serie aperta domenica 1º settembre 1991: Ascoli-Milan 0-1; Serie chiusa domenica 31 ottobre 1993: Sampdoria-Milan 3-2)
- Minor numero di sconfitte in un campionato di Serie A: 0, Serie A 1991-92 (Record condiviso con Juventus e Perugia)
- Maggior numero di vittorie in trasferta in campionati a 18 squadre: 11 su 17, Serie A 1963-64 e 2003-04 (record condiviso con Inter e Juventus)
- Maggior numero di vittorie in trasferta in campionati a 20 squadre: 16 su 19, Serie A 2020-21
- Maggior numero di squadre battute in campionato da un club in una singola stagione: 19 su 19, Serie A 2020-21 (record condiviso con la Juventus,  l'Inter e il Napoli)
- Maggior numero di vittorie consecutive contro la stessa squadra: 13, contro il Chievo (record condiviso con la Juventus, contro l'Atalanta)
- Record di punti nei campionati a 18 squadre con 3 punti per vittoria: 82, Serie A 2003-04
- Record di punti in trasferta nei campionati a 18 squadre con 2 punti per vittoria: 27, Serie A 1963-64
- Record di punti in trasferta nei campionati a 18 squadre con 3 punti per vittoria: 38, Serie A 2003-04
- Record di punti in trasferta nei campionati a 20 squadre con 3 punti per vittoria: 49, Serie A 2020-21 (record condiviso con l'Inter)
- Rapporto punti a partita in trasferta più elevato: 2,57, Serie A 2020-21 (record condiviso con l'Inter)
- Record di punti nel girone d'andata nei campionati a 18 squadre con 2 punti per vittoria: 31, Serie A 1992-93
- Record di punti nel girone d'andata nei campionati a 18 squadre con 3 punti per vittoria: 42, Serie A 2003-04 (record condiviso con la Roma)
- Record di punti nel girone d'andata nei campionati a 21 squadre con 2 punti per vittoria: 31, Serie A 1947-48
- Record di punti nel girone di ritorno nei campionati a 18 squadre con 2 punti per vittoria: 31, Serie A 1961-62
- Record di punti nel girone di ritorno nei campionati a 18 squadre con 3 punti per vittoria: 40, Serie A 1998-99 e 2003-04 (record condiviso con la Juventus)
- Maggior distacco sulla seconda classificata nei campionati a 16 squadre con 2 punti per vittoria: 9 punti sul Napoli, Serie A 1967-68
- Maggior distacco sulla seconda classificata nei campionati a 18 squadre con 3 punti per vittoria: 11 punti sulla Roma, Serie A 2003-04
- Maggior numero di reti segnate nei campionati a 20 squadre: 118, Serie A 1949-50
- Minor numero di gol subiti nei campionati a 18 squadre: 15, Serie A 1993-94
- Minor numero di gol subiti in casa in un campionato di Serie Aː 2 in 15 partite nel 1968-69 (eguagliato dal Como nel campionato 1984-85)
- Miglior differenza reti nei campionati a 20 squadre: 73, Serie A 1949-50
- Maggior numero di calci di rigore all'attivo: 20, Serie A 2020-21
- Maggior numero di capocannonieri per squadra in Serie A: 17

### Stracittadine
- Il primo derby della storia fu vinto dal Milan con risultato finale di 2-1. Si giocò in Svizzera il 18 ottobre 1908, e fu l'atto conclusivo della Coppa Chiasso.[44] Del Milan fu anche il successo nel primo derby in partite ufficiali, valido per il campionato di prima categoria, giocatosi il 10 gennaio 1909 e conclusosi con il risultato di 3-2 a favore dei rossoneri.[45]
- In 93 campionati a girone unico, il Milan ha preceduto l'Inter in classifica in 40 occasioni (di cui una, nel 1990-91, per differenza reti generale), mentre in 50 è stato superato dai nerazzurri e in una stagione (1957-58) le meneghine hanno chiuso con identico piazzamento, non sussistendo all'epoca una classifica avulsa. Nelle annate 1980-81 e 1982-83, infine, i rossoneri, militando in Serie B, non poterono confrontarsi con i rivali cittadini.[46]
- Il massimo distacco inflitto dal Milan ai cugini nerazzurri nei tornei a girone unico con tre punti a vittoria è avvenuto nel 1998-99: 24 punti separarono il Milan dall'Inter (70 Milan e 46 Inter); in negativo invece, il record è stato di 36 punti (28 al netto della penalizzazione) nel 2006-07 (97 Inter e 61 Milan). Con due punti a vittoria il record per il Milan è di 19 punti, raggiunto in due occasioni: 1991-92 (Milan 56 e Inter 37) e 1993-94 (Milan 50 e Inter 31), mentre per l'Inter è di 18 punti e risale alla Serie A 1929-30 (Ambrosiana 50 e Milan 32).
- La squadra rossonera ha vinto l'unico derby della Madonnina giocatosi in una finale di Coppa Italia, nel 1976-1977. Il derby milanese è valso inoltre in tre circostanze l'assegnazione della Supercoppa Italiana, con due successi per il Milan (2011 e 2024) ed uno per l'Inter (2022). La stracittadina milanese è l'unico derby italiano ad essersi disputato anche in Europa: il bilancio internazionale è a favore dei rossoneri, che hanno eliminato i nerazzurri in 2 edizioni della UEFA Champions League (nel 2002-2003 in semifinale e nel 2004-2005 ai quarti di finale), mentre nel 2022-2023 in semifinale è stata l'Inter a superare il turno. Inoltre, in una circostanza il derby è stato decisivo nella conquista aritmetica dello scudetto da parte di una delle compagini meneghine: nella Serie A 2023-2024 la stracittadina di ritorno sancì la vittoria del campionato da parte dell'Inter.
- Il Milan detiene il record di vittoria con il maggior scarto di gol in partite ufficiali, 6, ottenuto in Inter-Milan 0-6 dell'11 maggio 2001.[47]
- Del Milan è anche il record di vittorie consecutive, 6, ottenuto due volte: dal 5 febbraio 1911 al 9 febbraio 1913 e dal 30 maggio 1946 all'11 aprile 1948. Il record fu eguagliato dall'Inter, grazie alla serie di vittorie iniziata il 18 gennaio 2023 e giunta fino al 22 aprile 2024.

### Trofei
- Per quanto riguarda il numero di trofei ufficiali vinti (nazionali ed internazionali) il Milan è il secondo club più titolato d'Italia, con 50 trofei, preceduto solo dalla Juventus con 71.
- A livello nazionale, il Milan ha conquistato un totale di 32 trofei (meglio hanno fatto solo Juventus, con 60 e Inter con 37).
- A livello internazionale il Milan vanta il maggior numero di successi tra i club italiani nelle competizioni UEFA e FIFA, 18, mentre nel mondo è preceduto solo dal Real Madrid con 33 e dall'Al Ahly con 27.
- La più lunga striscia di vittorie di almeno un trofeo ufficiale in stagioni consecutive realizzata dal Milan è di 9 stagioni (dal 1987-88 al 1995-96), seconda solo a quella della Juventus dal 2011-12 al 2020-21 (10). Il periodo più lungo senza successi in tornei ufficiali per il Milan è di 44 anni (dal 1907 al 1951).
- Il Milan è la squadra italiana che ha vinto almeno una competizione internazionale ufficiale per il maggior numero di decenni consecutivi, 5: dagli anni 1960 agli anni 2000 (computo che sale a 6 se si considerano le due affermazioni in Coppa Latina negli anni 50. Il trofeo tuttavia non è ufficialmente riconosciuto dalla UEFA).
- Il maggior numero di trofei vinti in un anno solare è quattro, stabilito nel 1989: a cavallo delle stagioni 1988-89 e 1989-90 vinse la Supercoppa italiana (valida per l'anno 1988 e disputata in quello successivo), Coppa dei Campioni, Supercoppa europea e Coppa Intercontinentale.

### Coppe europee
- Il Milan fu la prima squadra italiana a partecipare alla Coppa dei Campioni, alla sua prima edizione nella stagione 1955-56.
- Il Milan è stata la prima squadra italiana a vincere la massima competizione europea, nella stagione 1962-63, nonché la terza in assoluto dopo Real Madrid e Benfica.
- Il Milan è una delle sole tre squadre, insieme al Real Madrid e ai concittadini dell'Inter, ad aver vinto il trofeo della Coppa dei Campioni/Champions League sia nel vecchio formato (1 volta) che in quello attuale denominato "dalle grandi orecchie" (6 volte).
- Il Milan è una delle sole cinque squadre, insieme a Real Madrid, Ajax, Bayern Monaco e Liverpool, a detenere in bacheca il trofeo originale della Coppa dei Campioni/Champions League, avendo vinto la coppa in almeno cinque occasioni o tre volte consecutive, prima che la UEFA abolisse tale regola nel 2009.
- Il Milan detiene complessivamente 14 Coppe Europee a livello confederale/UEFA (record italiano), in campo europeo dietro solo al Real Madrid (23 Coppe), e a pari merito con il Barcellona. Considerando anche le competizioni organizzate esclusivamente dalle federazioni nazionali (Coppa Latina e Mitropa), i rossoneri hanno conquistato 17 Coppe Europee.
- Nell'edizione 2002-03 della Champions League, i rossoneri hanno sollevato il trofeo vincendo soltanto uno dei 5 incontri nella fase a eliminazione diretta.[48] In semifinale eliminarono i cugini dell'Inter, tramite la regola dei gol in trasferta, mentre in finale batterono ai rigori la Juventus.[49]
- La squadra ha partecipato per 23 volte al girone autunnale delle coppe europee, superandolo in 18 occasioni: nel 2002-03 ha passato anche la seconda fase, da cui era stata eliminata nel 2000-01. Nelle stagioni 1996-97, 1999-00, 2021-22, 2023-24 (in Champions League) e nel 2018-19 (in Europa League) è uscita dal torneo già nella prima fase.
- Nella stagione 2023-24, per la prima volta, i rossoneri sono stati eliminati nella prima fase di Champions League ma, in virtù del terzo posto nel girone, sono approdati agli spareggi di Europa League.
- Per quanto concerne i turni preliminari, i rossoneri vi hanno partecipato in 6 occasioni (quattro in Champions League e due in Europa League), ottenendo sempre la qualificazione per i gironi.
- Il Milan è la terza squadra italiana per numero di stagioni e partite disputate nelle coppe europee (dal 1955-1956 ad oggi), dopo Juventus e Inter e terza per numero di punti conquistati, dietro alla Juventus ed all'Inter.
- Il record di stagioni consecutive nelle coppe europee è quindici (dal 1999-2000 al 2013-2014), terzo miglior risultato per un club italiano, dopo la Juventus (ventotto stagioni) e l'Inter (sedici stagioni).
- Milan (1994) e Aston Villa (1982) sono le squadre che hanno subito meno reti nell'edizione in cui hanno vinto la Champions League (2 reti subite).
- Il Milan detiene il record di miglior media gol subiti a partita in una singola edizione della Champions League, con 0.16 reti nell'edizione 1993-94.
- Il Milan è stata la prima squadra europea ad essere arrivata in finale di Champions League vincendo tutte le partite disputate (10, edizione 1992/93). Tuttavia perse la finale contro l'Olympique Marsiglia (1-0). Il Bayern Monaco, nell'edizione 2019-2020, ha invece concluso la competizione vincendo il trofeo con 11 vittorie in altrettante partite.
- Il Milan è stata la prima squadra ad aver vinto tutte le partite di un girone di qualificazione di Champions League (nella stagione 1992-93).
- Il Milan detiene il record italiano di Supercoppe Europee vinte (5), a livello europeo secondo solo al Real Madrid (6), e a pari marito con il Barcellona.
- Il Milan è l'unica squadra che detiene in bacheca il trofeo originale della Supercoppa Europea, avendo vinto la coppa almeno cinque volte o tre consecutive, prima che la UEFA abolisse tale regola nel 2009.
- Il Milan detiene il record italiano di vittorie in Coppa delle Coppe (2).
- Il Milan ha vinto entrambe le edizioni della Coppa delle Coppe senza sconfitte (record condiviso con altre 10 squadre).
- Il Milan ha vinto due edizioni della Coppa dei Campioni/Champions League senza sconfitte (record condiviso con Liverpool, Ajax e Manchester United).
- Record di partecipazioni consecutive alla finale di UEFA Champions League: 3, tra il 1992-93 e il 1994-95, (record condiviso con la Juventus, tra il 1995-96 e il 1997-98, e il Real Madrid, tra il 2015-16 e il 2017-18).
- Minor numero di gol subiti in una fase a gironi di Champions League: 1, Champions League 1992-93 (record condiviso con altre 10 squadre).

### Titoli mondiali
- Il Milan si è laureato 4 volte campione del mondo (record italiano) ed è la seconda squadra al mondo dietro al Real Madrid (9), a pari merito con il Bayern Monaco. Il conteggio include la Coppa Intercontinentale, la Coppa Intercontinentale FIFA e la Coppa del mondo per club FIFA.
- Il Milan detiene il record di affermazioni nella Coppa Intercontinentale, con 3 successi (record condiviso con Real Madrid, Boca Juniors, Peñarol e Nacional).
- Il Milan fu la prima squadra europea ad aggiudicarsi la Coppa del mondo per club FIFA, grazie alla vittoria contro il Boca Juniors nel 2007, diventando inoltre il primo club calcistico in assoluto a vincere il titolo mondiale per quattro volte.

### Abbonamenti
- Il Milan detiene il primato di abbonamenti nella storia della Serie A, 71 985, stabilito nel campionato 1992-93[50].

### Annotazioni
1. ↑  Il dato include anche triplette, quadriplette e marcature multiple superiori.
2. ↑  Il dato include anche quadriplette e marcature multiple superiori.
3. ↑  Il dato include anche marcature multiple superiori.

### Fonti
1. ↑  Panini, pp. 620-621.
2. ↑   Riepilogo totale delle partite del Milan, su magliarossonera.it.
3. ↑  Comprende i campionati ante girone unico (Campionato Federale, Prima Categoria, Prima Divisione e Divisione Nazionale), la Serie A e la Serie B.
4. ↑  Comprende gli spareggi per l'accesso alla Coppa dell'Europa Centrale 1929, alla fase finale della Divisione Nazionale 1945-1946 e per la qualificazione alla Coppa UEFA 1987-1988.
5. ↑  Comprende la Coppa Federale 1915-1916, la Coppa Regione Lombarda 1916-1917, la Coppa Mauro 1917-1918 e 1918-1919, il Campionato Alta Italia 1943-1944 e il Torneo Benefico Lombardo 1944-1945.
6. ↑  Nel conteggio è esclusa la partita Stella Rossa-Milan del 9 novembre 1988, sospesa per nebbia al 57º minuto di gioco, che viene invece inclusa da parte della UEFA nel computo totale delle partite disputate dal Milan nelle competizioni UEFA per club.
7. 1 2  Per le partite Olympique Marsiglia-Milan (edizione 1990-1991) e Inter-Milan (edizione 2004-2005), rispettivamente persa e vinta 3-0 con risultato decretato a tavolino dalla UEFA, vengono conteggiate 3 reti segnate e 3 subite. Nel primo caso l'Olympique Marsiglia al momento dell'interruzione vinceva 1-0, nel secondo il Milan conduceva con lo stesso risultato.
8. ↑  Panini, 2005, p. 620.
9. ↑  Declassato dal 2º posto ottenuto sul campo in seguito alle sentenze relative allo scandalo di Calciopoli
10. ↑  Declassato dal 3º posto ottenuto sul campo all'ultimo posto in classifica insieme alla Lazio, in seguito alle sentenze relative allo scandalo Totonero.
11. ↑  Prevista nella formula del torneo dall'edizione 1994-1995 all'edizione 1998-1999.
12. ↑  Dall'edizione 1999-2000 all'edizione 2002-2003 ha preceduto i quarti di finale.
13. ↑  Prevista nella formula del torneo dell'edizione 2003-2004 ad oggi.
14. ↑  Dall'edizione 1999-2000 all'edizione 2002-2003 ha preceduto la seconda fase a gironi.
15. 1 2 3 4 5 6  Stagione in cui fu abolita.
16. ↑  Nel 2004 cambiò formula e denominazione divenendo la Coppa del Mondo per Club.
17. ↑  Vincitore della finale per il terzo posto.
18. ↑  Il Milan partecipò a queste tre edizioni insieme ad altre squadre italiane, andando a comporre la rappresentativa della Lega Nazionale Professionisti, contrapposta a una omologa selezione di squadre francesi.
19. 1 2  Dal campionato 1929-1930 al 1993-1994 venivano assegnati 2 punti per vittoria, dal campionato 1994-1995 ad oggi vengono assegnati 3 punti per vittoria.
20. 1 2  Al fine di rendere la "media punti" confrontabile nel tempo, si è proceduto nel ricalcolo della stessa conteggiando tre punti per vittoria anche per le stagioni precedenti alla 1994-95 nelle quali venivano assegnati 2 punti per ogni successo.
21. ↑  Declassato dal 3º posto all'ultimo posto in classifica in seguito alle sentenze relative al caso Totonero.
22. ↑  Penalizzato di 30 punti dalla Corte Federale per responsabilità oggettiva in seguito alle sentenze relative allo scandalo Calciopoli e declassato dal 2º posto.
23. ↑  Penalizzato di 30 punti dalla Corte Federale per responsabilità oggettiva in seguito alle sentenze relative allo scandalo Calciopoli: i punti ottenuti sul campo sono 88.
24. 1 2  Media calcolata sui punti ottenuti sul campo (88)
25. ↑  3º classificato se non si tiene conto della penalizzazione iniziale di 8 punti inflittagli dalla Corte Federale per responsabilità oggettiva in seguito alle sentenze dello scandalo Calciopoli.
26. ↑  Inizia il campionato da punti -8 in seguito alla penalizzazione inflittagli dalla Corte Federale per responsabilità oggettiva in seguito alle sentenze dello scandalo Calciopoli: i punti ottenuti sul campo sono 69.
27. 1 2  Media calcolata sui punti ottenuti sul campo (69)
28. ↑   Tutte le avversarie del Milan in Serie A, su magliarossonera.it. URL consultato il 25 luglio 2022.
29. ↑   La storia del Milan in Serie A, su statistichesulcalcio.com. URL consultato il 25 luglio 2022.
30. 1 2 3  (PL) Rekordy, su acmilan.pl. URL consultato il 18 settembre 2008 (archiviato dall'url originale il 28 marzo 2012).
31. ↑  Nella stagione 2005-2006 il Milan totalizzò 88 punti effettivi, cui però furono sottratti 30 punti di penalizzazione per Calciopoli, per un totale finale di 58.
32. ↑  La giornata seguente il Milan pareggiò 0-0 con il Bologna.
33. ↑  La giornata seguente il Milan perse 1-0 con il Parma.
34. ↑  Panini, pp. 637, 644.
35. ↑  Nel conteggio è incluso anche il gol dell'1-1 contro il Real Madrid del 5 aprile 1989, attribuito dalla UEFA a van Basten, che alcune fonti considerano invece autogol di Buyo.
36. ↑  Nelle ultime due stagioni prima del ritiro van Basten non scese mai in campo per un infortunio alla caviglia.
37. ↑   11 Giuseppe Santagostino, su www.acmilan.com. URL consultato il 2 novembre 2020.
38. ↑   Tutti i numeri di GIUSEPPE SANTAGOSTINO, su www.magliarossonera.it. URL consultato il 2 novembre 2020.
39. ↑   Record rigori realizzati nel Milan, su magliarossonera.it.
40. ↑   Record doppiette realizzate nel Milan, su magliarossonera.it.
41. ↑   Record triplette realizzate nel Milan, su magliarossonera.it.
42. ↑   Record poker realizzati nel Milan, su magliarossonera.it.
43. ↑   Record espulsioni nel Milan, su magliarossonera.it.
44. ↑   Primo derby della Madonnina, su derbyderbyderby.it.
45. ↑   Primo derby in partite ufficiali, su newsmondo.it.
46. ↑   Almanacco Illustrato del Calcio 2017, Modena, Panini Editore, 2016,  p. 522.
47. ↑   Lodovico Maradei, Serginho Comandini e l'Inter va subito k.o., in La Gazzetta dello Sport, 12 maggio 2001.
48. ↑   Milan dalla paura alla gioia E ora in semifinale sarà derby, su repubblica.it, 23 aprile 2003.
49. ↑   Grande Dida, coppa al Milan ma la Juve piange se stessa, su repubblica.it, 28 maggio 2003.
50. ↑   Gianluca Zanfi, Milan, mai così in basso il numero di abbonati! I dati di questo trend negativo, su agentianonimi.com, 7 ottobre 2016 (archiviato dall'url originale il 23 dicembre 2019).